# モノクロームの少女
『モノクロームの少女』（モノクロームのしょうじょ、英称：Monochrome Girl）は、2009年に公開された五藤利弘監督の日本映画。2008年に新潟県長岡市栃尾地区で撮影が行われた。
長岡市出身の五藤利弘監督が、中越地震のエピソードを盛り込み、故郷の美しい風景を映像に残しておきたいという思いから企画、制作した青春ファンタジー映画。

## キャスト
- 寺島咲（原くるみ）
- 入野自由（五十嵐広志）
- 川村亮介（小林健太）
- 有村実樹（那須静）
- 藤真美穂（小林真知子）
- 大桃美代子（原小百合）
- モロ師岡（渋谷耕作）
- 松井誠（諸橋三四郎）※友情出演
- 村野武範（大崎敏郎）※友情出演
- 大杉漣（五十嵐守）
- 加藤武（諸橋虎二郎）

## スタッフ
- 監督・企画・脚本：五藤利弘
- 制作：Is.Field
- プロデューサー：嶋田豪（Is.Field）・ナシモトタオ（i-MEDIA）・五十嵐崇（有・丸栄機料店）
- ラインプロデューサー：本間裕人
- プロデューサー補・キャスティング：坂野恵美子（Is.Field）
- チーフ助監督：宮川裕章
- 助監督：山田りつ子（i-MEDIA）・鳥越直人（i-MEDIA）
- 撮影監督：芦澤明子
- 撮影助手：四宮秀俊・山本大輔
- 照明：高原博紀
- 照明助手：宮本亮
- 録音：臼井勝
- 録音助手：稲村健太郎（i-MEDIA）
- 制作進行：本田元治（i-MEDIA）・霜鳥友莉恵（i-MEDIA）・牧田夏姫（i-MEDIA）・青地洋・三原卓也（にいがた映画塾）
- スタイリスト＆ヘアメイク：西田聡子
- ヘアメイク助手：芋田幹
- スタイリスト助手：嶋田裕佳子（i-MEDIA）・山川暖加（i-MEDIA）
- P2管理：日山香織（i-MEDIA）
- スチール：玉村京子（studio Roop）
- 記録：西巻奈津恵（i-MEDIA）
- 車両：目黒誠二・五藤孝弘・桜井裕・馬場弘次
- 制作デスク：星野晴美（Is.Field）
- 主題歌：スネオヘアー
- 音楽：原朋信＝シュガーフィールズ